# Privatbrauerei Hoepfner
Vous pouvez aider à l'améliorer ou bien discuter des problèmes sur sa page de discussion.
- Il ne cite pas suffisamment ses sources. Vous pouvez indiquer les passages à sourcer avec {{référence nécessaire}} ou {{Référence souhaitée}}, et inclure les références utiles en les liant aux notes de bas de page. (Marqué depuis mai 2021)
- Il contient une ou plusieurs listes. Le texte gagnerait à être rédigé sous la forme d’un ou plusieurs paragraphes synthétiques, afin d’être plus agréable à lire. (Marqué depuis mai 2021)

- Archive Wikiwix
- Bing
- Cairn
- DuckDuckGo
- E. Universalis
- Gallica
- Google
- G. Books
- G. News
- G. Scholar
- Persée
- Qwant
- (zh) Baidu
- (ru) Yandex
- (wd) trouver des œuvres sur Wikidata

La « Brasserie Hoepfner » (Privatbrauerei Hoepfner GmbH en allemand) est la plus importante brasserie de Karlsruhe. Elle emploie 80 personnes et produit 200 000 hectolitres de bière chaque année.

## Bières

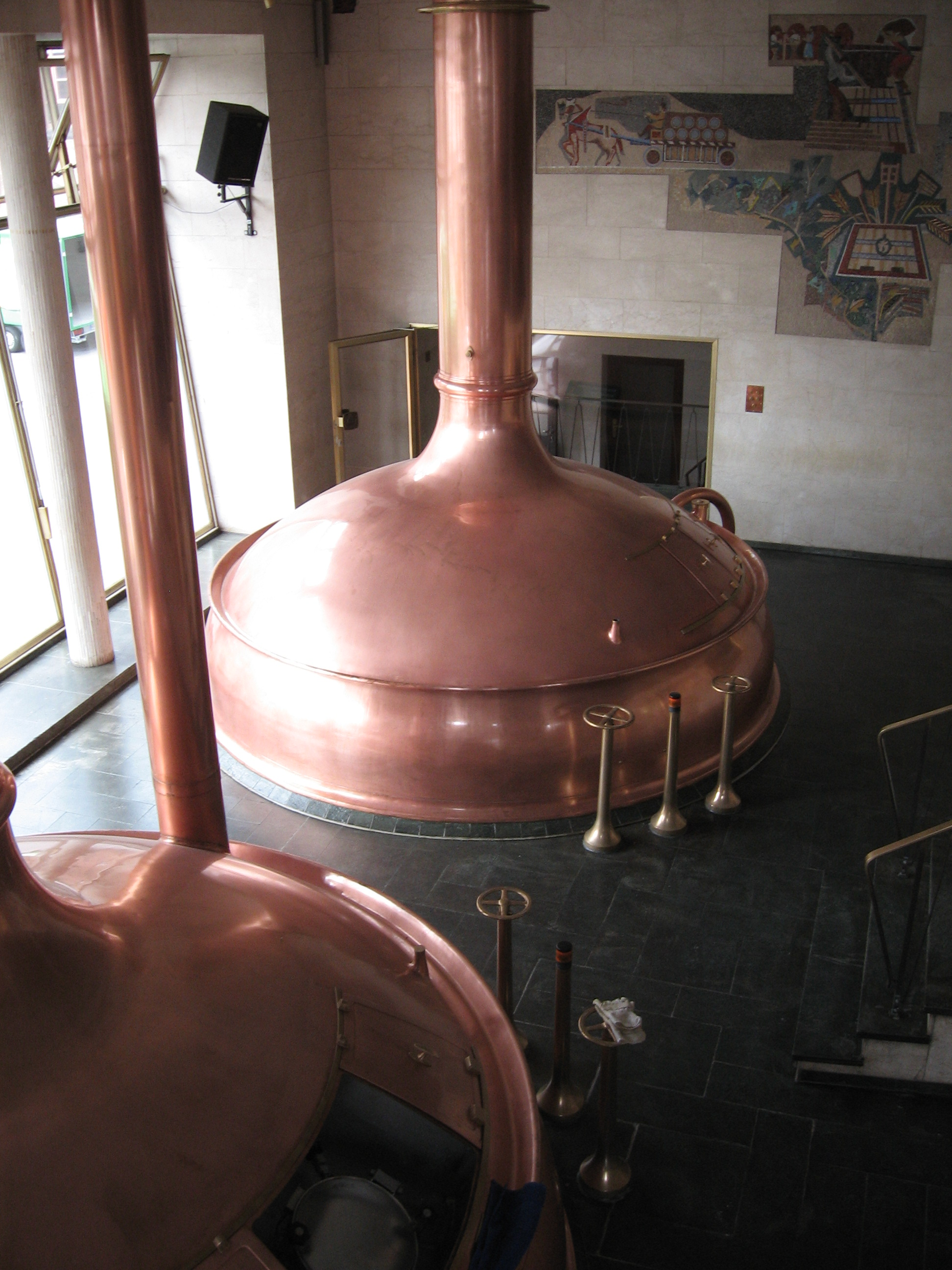
Les cuves à bouillir

- Pilsner
- Goldköpfle
- Hefe-Weißbier
- Keller-Weißbier
- Edel-Weizen
- Export
- Porter
- Kräusen
- Jubelbier
- Maibock
- Leicht
- Radler (panaché)
- Grape (aromatisée au pamplemousse)
- Grape aktiv (sans alcool)